# ملوي الجديدة
ملوي الجديدة هي مدينة مصرية جديدة من مدن الجيل الرابع، تقع في محافظة المنيا، وتتبع إدارياً لهيئة المجتمعات العمرانية الجديدة، أُنشئت بقرار رئيس جمهورية مصر العربية رقم 247 لسنة 2018 على مساحة 18420.52 فدان.

## الجغرافيا

### الموقع
تقع مدينة ملوى الجديدة، شرق طريق القاهرة أسوان الصحراوي الغربي، وتبعد عن مدينة ملوى القائمة حوالي 12 كم.

## المخطط العام
من المقرر أن تضم المدينة مناطق إسكان بمستوياتها المختلفة (سكن مصر وإسكان متوسط وإسكان فاخر)، ومناطق خدمات على مستوى الأحياء والمجاورات والمدنية، ومناطق للخدمات الإقليمية ومناطق صناعية وحرفية ترفيهية وممشى سياحي ومناطق استثمارية ومنطقة نوادي ومناطق لوجستية. المرحلة الأولى من المدينة تقع على مساحة 400 فدان.

## التركيبة السكانية
المدينة مستهدف أن يقطنها في عام 2050 نحو 524 ألف نسمة.

## الخدمات
يوجد بالمدينة الخدمات الآتيه:
- مدرسة تعليم أساسي نموذج 42 فصلًا.
- حضانة.
- سوق تجاري نموذج 8 محلات تجارية.
- وحدة صحية بمركز الخدمات المرحلة الأولى.

## الإسكان
- يوجد بالمدينة 7 عمارات سكينة بواقع 168 وحدة سكينة نموذج 75 مترًا بمشروع الإسكان الاجتماعي، كما تضم نموذج 6 عمارات سكينة بواقع 144 وحدة سكينة نموذج 90 مترًا مربعًا.
- يوجد بالمدينة 24 عمارة سكينة بواقع 768 وحدة سكينة بمشروع جنة للإسكان الفاخر.

## الإقتصاد

### المنطقة الصناعية
المنطقة الصناعية بمساحة 1320 فدانا مخطط منها مساحة 61 فدانا، بإجمالي 42 قطعة أرض.